# 2021年上海
|        | 上海历史 |
| 世紀： | 20世紀上海 \| 21世紀上海 \| 22世紀上海                                                                                     |
| 年代： | 1990年代上海 \| 2000年代上海 \| 2010年代上海 \| 2020年代上海 \| 2030年代上海 \| 2040年代上海 \| 2050年代上海               |
| 年份： | 2017年上海 \| 2018年上海 \| 2019年上海 \| 2020年上海 \| 2021年上海 \| 2022年上海 \| 2023年上海 \| 2024年上海 \| 2025年上海 |
| 紀年： | 辛丑年（牛年）、上海开埠178周年、上海设市94周年                                                                            |

## 主要官员

### 党委
- 市委书记：李强

### 人大
- 人大常委会主任：蒋卓庆

### 政府
- 市长：龚正

### 法院
- 院长：刘晓云

### 检察院
- 检察长：张本才

### （党）纪委
- 书记：刘学新

### 监察委
- 主任：刘学新

### 政协
- 主席：董云虎

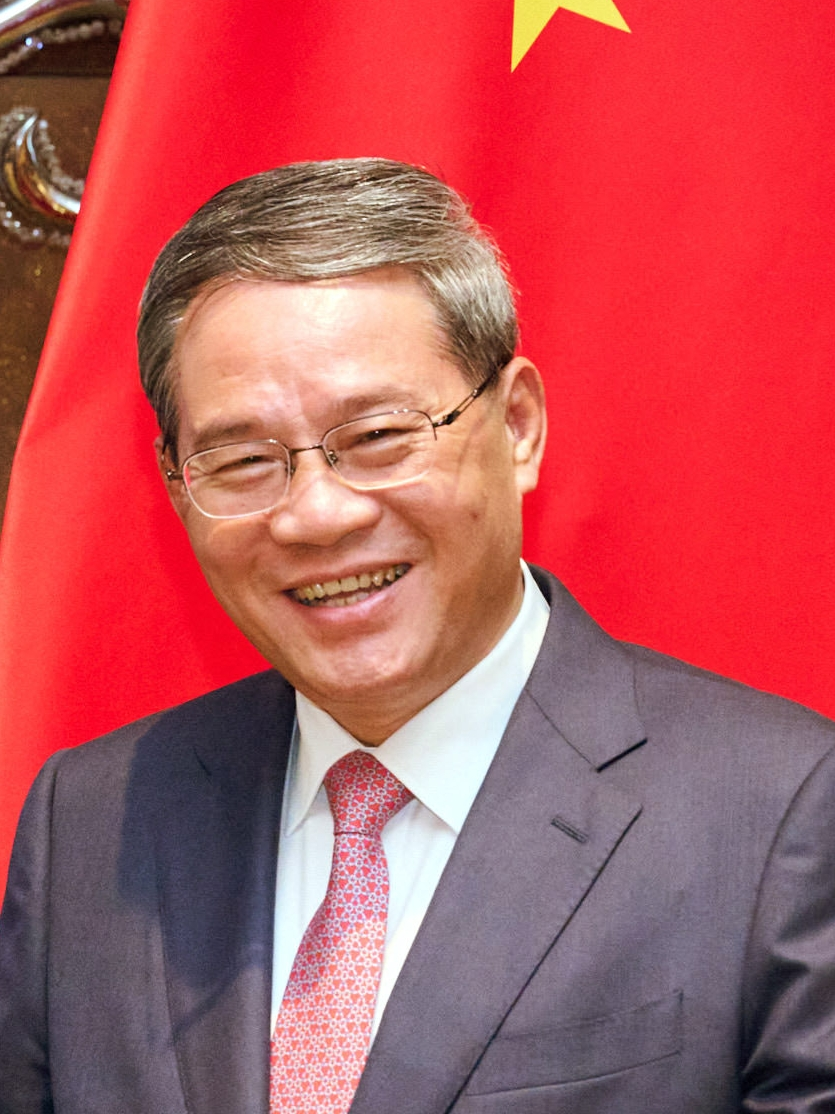
市委书记李强
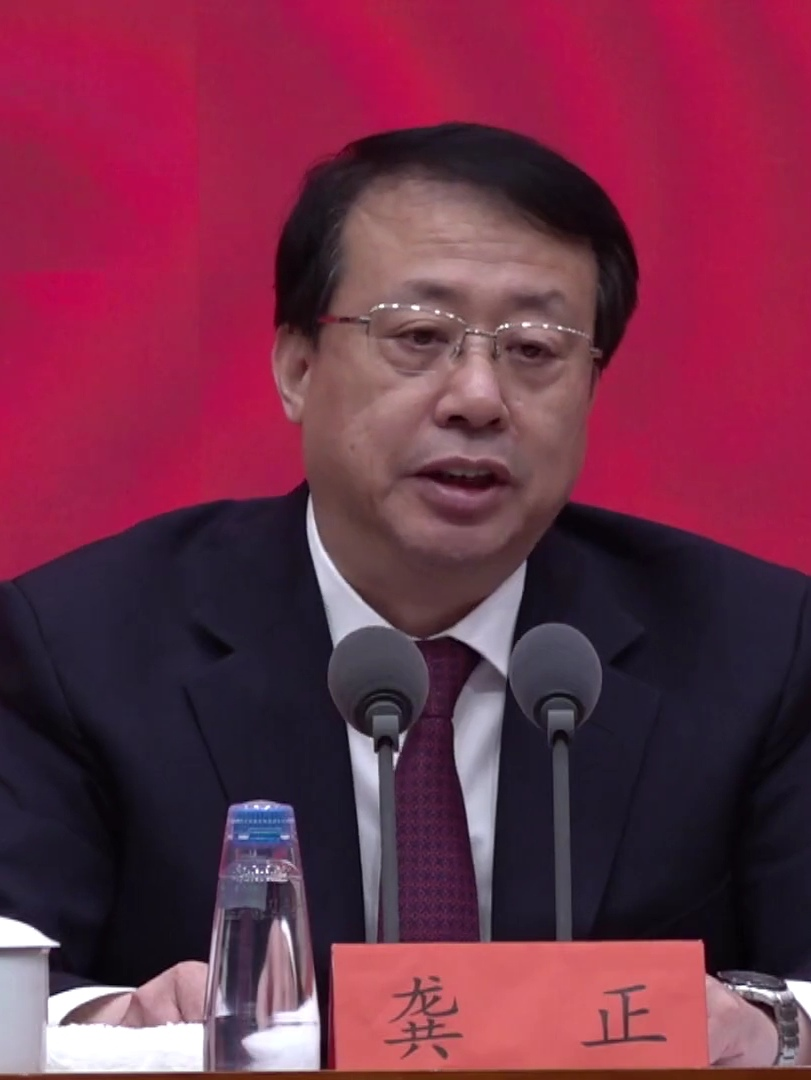
市长龚正

## 大事記
2019冠狀病毒病上海市疫情（2020年1月18日——至今）

### 1月
- 1日起，根据《上海市关于进一步加强塑料污染治理的实施方案》，上海各大商场、超市、药店、书店不再提供一次性塑料购物袋，餐饮行业也不能提供不可降解一次性塑料吸管、餐具[2]。

### 2月
- 4日，中华人民共和国国务院批准虹桥国际开放枢纽建设总体方案[3]。
- 26日，张为出任副市长。

### 4月
- 4月22日下午，金山區立訊精密旗下企業的廠房發生火災，造成包括2名消防員在內的8人死亡[4]。

### 5月
- 5月1日，中共一大纪念馆一大广场開始對外開放[5]。
- 5月21日：第十届中国花卉博览会在东平国家森林公园开幕，展区面积为历届花博会最大[6]。

### 6月
- 6月3日，中国共产党第一次全国代表大会纪念馆完成修建，正式开放[7]。
- 6月10日，第十三届全国人民代表大会常务委员会第二十九次会议决定，授权上海市人民代表大会及其常务委员会根据浦东改革创新实践需要，遵循宪法规定以及法律和行政法规基本原则，制定浦东新区法规，在浦东新区实施[8]。

### 7月
- 7月2日：第十届中国花卉博览会在东平国家森林公园闭幕。

## 逝世
- 1月10日，作家，编辑，前北京三联书店总经理兼《读书》杂志主编沈昌文去世，享年89岁。
- 1月23日，风湿病学家陈顺乐去世，享年88岁。
- 1月24日，教育工作者王淑均去世，享年102岁。
- 1月29日，企业家、前中国东方航空总经理、党组副书记叶毅干去世，享年78岁。
- 1月31日，数学学者，副教授朱灿去世，享年39岁。
- 2月1日，经济学家，复旦大学教授张薰华去世，享年100岁。
- 2月2日，数学学者，教授刘证去世，享年87岁。
- 2月3日，经济学家，复旦大学教授江春泽去世，享年86岁。
- 2月4日，英文教授戴炜华去世，享年84岁。
- 2月4日，历史学家，教授王斯德去世，享年84岁。
- 2月5日，电影摄影师、上影厂前厂长朱永德去世，享年85岁。
- 2月6日，新闻工作者，政治人物钟沛璋去世，享年96岁。
- 2月10日，经济学家，教授徐之河去世，享年103岁。
- 2月16日，地质力学家，教授潘立宙去世，享年93岁。
- 2月17日，历史学家刘修明去世，享年80岁。
- 2月24日，建筑学家秦佑国去世，享年77岁。